# Megan Coleman
Megan Kate Coleman, née le 28 mai 1985 à Hillcrest (en), est une animatrice de télévision et mannequin sud-africaine, élue Miss Afrique du Sud 2006.

## Biographie

### Famille et études
Megan Coleman est née le 28 mai 1985 à Hillcrest (en). Elle a été diplômée en 2002 en sciences sociales à Hillcrest High School et où s'est spécialisé dans les médias, la communication et le marketing.

### Élection Miss Afrique du Sud 2006
Megan Coleman est élue puis sacrée Miss Afrique du Sud 2006 le 9 décembre 2006 au Superbowl de Sun City à l'âge de 21 ans. Elle succède Nokuthula Sithole, Miss Afrique du Sud 2005. Le soir même, Zizo Beda fut couronnée Miss SA Teen.
Elle représente l'Afrique du Sud aux concours Miss Univers 2007 et Miss Monde 2007 mais ne décroche aucune place en demi-finale dans ces deux concours. C'est la 2e année consécutive que l'Afrique du Sud ne fait partie du classement final aux concours Miss Monde et Miss Univers.

#### Parcours
- Miss uShaka 2005.
- Miss Afrique du Sud 2006 au Superbowl de Sun City.
- Candidate au concours Miss Univers 2007 à Mexico, au Mexique.
- Candidate au concours Miss Monde 2007 à Sanya, en Chine.